# (4413) Mykérinos
(4413) Mykérinos, désignation internationale (4413) Mycerinos, est un astéroïde de la ceinture principale.

## Description
(4413) Mykérinos est un astéroïde de la ceinture principale. Il fut découvert par Cornelis Johannes van Houten et Tom Gehrels le 24 septembre 1960 à l'observatoire Palomar. Il présente une orbite caractérisée par un demi-grand axe de 2,36 UA, une excentricité de 0,071 et une inclinaison de 2,26° par rapport à l'écliptique.
Il fut nommé en hommage à Menkaourê, pharaon de l'Ancien Empire égyptien (IVe dynastie), connu sous le nom grec de Mykérinos.

## Compléments